# Bondo, Trento
Bondo är en ort och frazione i kommunen Sella Giudicariei provinsen Trento i regionen Trentino-Sydtyrolen i Italien.
Bondo upphörde som kommun den 1 januari 2016 och bildade med de tidigare kommunerna Breguzzo, Lardaro och Roncone den nya kommunen Sella Giudicarie. Den tidigare kommunen hade 701 invånare (2015).